# Pikunis
Les Pikunis, appelés Piegan en anglais, sont une nation amérindienne qui fait partie de la Confédération des Pieds-Noirs (ou Blackfoot). Ils ont été séparés en deux tribus par la frontière entre le Canada et les États-Unis depuis la signature, par les Pikunis du Sud (Southern Piegans, également appelés Blackfeet), du traité des Blackfeet de 1855 leur attribuant la réserve indienne des Blackfeet au Montana, aux États-Unis ; les Pikunis du Nord (Northern Piegans) vivent quant à eux en Alberta, au Canada, dans la réserve Piikani 147 depuis la signature du traité numéro 7 en 1877. Avec une population totale estimée à 25 000 personnes, ils forment la nation la plus peuplée de la Confédération des Pieds-Noirs.

## Terminologie
Les Pikunis sont également appelés « Piikanis », « Piégans » et « Peigans » ; ceux des États-Unis sont également appelés « Blackfeet ».
Selon une légende, après la division de la nation pied-noir en trois camps, un homme du camp des Siksikas aurait visité le camp des Pikunis et, voyant que les femmes ne s'occupaient plus du tannage des peaux, de telle sorte que certaines personnes portaient des vêtements faits de peaux encore garnies de morceaux de viande séchée, il aurait nommé cette tribu « Apikuni » (« peau moche »), plus tard modifié en Pikuni.

## Histoire

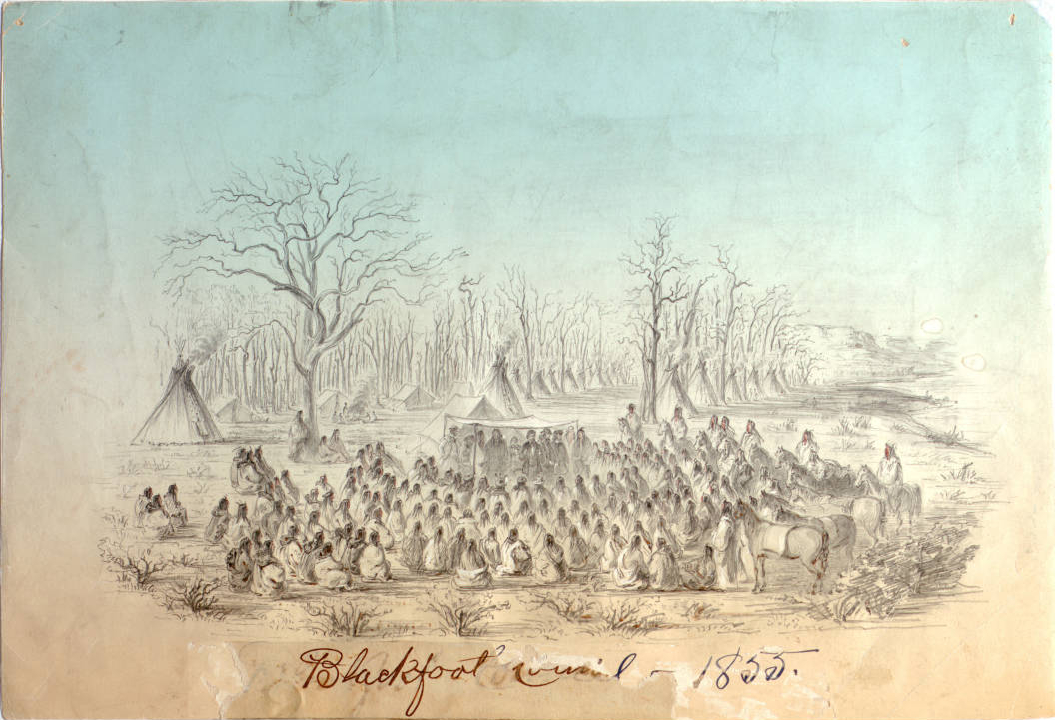
Signature du traité des Blackfeet en 1855 aux États-Unis

## Mode de vie traditionnel
Les Pikunis étaient principalement nomades, surtout depuis l'introduction des chevaux dans les années 1700. Ils subsistaient principalement grâce à la chasse au bison. Leur territoire comprenait une partie du Sud de l'Alberta et le Nord du Montana.

## Géographie
Les Pikunis du Sud sont principalement concentrés dans la ville de Browning au Montana alors que les Pikunis du Nord vivent principalement sur la réserve Piikani 147 dans le Sud de l'Alberta.

## Galerie

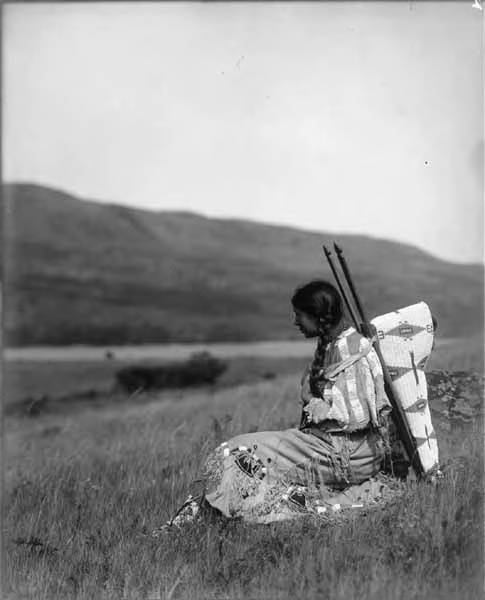
Daisy Norris, pikunie, portant un porte-bébé sur planche avec un nourrisson dedans, Parc national de Glacier, Montana